# Comtat de Valois
El comtat de Valois fou una jurisdicció feudal de França. Més tard va existir el Ducat de Valois (1407-1789). La dinastia de Valois, dita així del nom del ducat, va regnar a França. La capital del comtat fou primer Vez (llatí Vadum) i després Crépy-en-Valois.

## Història
La primera dinastia comtal deriva de Carlemany per mitjà del seu fill Pipí i el seu net Bernat reis d'Itàlia. Són els anomenats herbertians o herbèrtides.
El fill de Bernat, Pipí anomenat Pipí de Péronne, fou comte al Vermandois cap al 840 governant Péronne, Sant Quintí i Senlis. Estava casat amb Rotaida de Bobbio i va deixar tres fills: Heribert, Pipí i Bernat. El primer fou el tronc dels comtes de Vermandois i el segon dels comtes de Valois i Senlis.
La línia de Valois es va repartir entre els fills del comte Bernat mort tradicionalment fixada el 956: Hubert, que va rebre Senlis, Robert que va rebre Péronne, Robhold que va ser el tronc dels senyors de Chantilly i després de Huntingdon i Northampton, i Adela que va casar amb Walerà, abans identificat com a comte de Vexin però que seria Walerà comte d'Arlon. El comte Gualter II es va desfer del vassallatge que devia al bisbe d'Amiens i aquesta funció va esdevenir vinculada a la família comtal.
Els comtats no es van poder mantenir units i es van separar a la mort de Gualter II, però el 1063 Raül III els va tornar a unificar i encara els va ampliar. A la seva mort el fill Simó, que estava destinat a la vida eclesiàstica, com a únic fill va haver d'acceptar la successió (1074) però al dia de la seva boda va decidir fer desenterrar al seu pare, que havia estat excomunicat i enterrat fora de llocs sants, per portar-lo a terra sagrada; la visió del cadàver en descomposició el va impressionar tant que va tornar a fer-se monjo i va morir cap al 1082. Alguns comtats van passar a altres hereus i el comtat de Valois va passar pel matrimoni de la germana de Simo, Adela, esposa del comte de Vermandois (més tard, el 1118, els comtes de Vermandois també van recuperar Amiens).
Però aquesta nissaga de Vermandois tampoc tenia fills mascles. Adelaida es va casar am Hug senyor de Crepy però només va tenir una filla anomenada Isabel. De seu segon enllaç amb Renaud comte de Clermont-en-Beavaisis va néixer Raül IV, però el fill d'aquest, Raül V, va morir sense successió i els tres comtats van passar a la germana Isabel que es va casar amb Felip d'Alsàcia que va heretar el comtat de Flandes. El 1179 es va fer reconèixer comte igual que la seva muller i hereu únic pel rei de França i a la mort de la seva muller el 1182 es va proclamar sobirà de Valois, Vermandois i Amiens; però la germana d'Isabel, Leonor, amb suport del rei de França, va reclamar la successió i finalment el 1185 Felip va renunciar. Leonor va cedir els comtats de Valois, Vermandois i Amiens a la corona francesa (1214) i es va retirar a un convent.
Llavors el comtat de Valois va ser cedit temporalment a diverses personalitats en assignació, tornant de vegades a la corona. El 1406 el comtat fou elevat a ducat. Va subsistir fins a la revolució.

## Comtes de Valois i Senlis
- Pipí de Péronne c. 840
- Pipí I de Senlis i Valois c. 850-893
- Pipí II 893-922

## Comtes de Valois
- Ermenfred 893-919 ?
- Hildegarda vers 919
- Raül I d'Ostrevent, marit

## Comtes de Senlis
- Bernat 922-956
- Hubert 956-?
- Sporta, casada amb Guillem I de Normandia i amb Asperling de Vaudreuil
- a Bayeux c. 1000

## Senyors de Péronne
- Robert I 956-1028 (germà de Hubert de Senlis)
- Eudes 1028-?
- Roger ?
- Ives (germà, rep la senyoria de Neslé)
- Pere ?
- Gauthier ?
- Joan I c. 1210
- Joan II de Lille
- a Lille vers 1250

## Comtes de Valois, Vexin i Amiens

### Casa de Vexin
- abans de 895-919: Ermenfred d'Amiens, comte d'Amiens, de Vexin i de Valois.

- 919-926: Raül I d'Ostrevent († 926), comte d'Amiens, de Vexin i de Valois

casat amb Hildegarda, probablement filla d'Ermenfred
- 926-943: Raül II, comte d'Amiens, de Vexin i de Valois, fill du précédent

casat a Lietgarda
- 943-després de 992: Gualter I, comte d'Amiens, de Vexin i de Valois, germà

casat amb Adela, probablement filla de Folc II d'Anjou
- abans de 998- després de 1017: Gualter II, comte d'Amiens, de Vexin i de Valois, fill

casat amb Adela
- abans de 1024-1038: Raül III, comte de Valois, fill

casat amb Alix
- 1038-1074: Raül de Crépy, IV de Valois i III de Vexin-Amiens el Gran, comte de Valois, després de Vexin i d'Amiens, comte consort de Bar-sur-Aube i de Vitry fill

casat en primeres noces amb Adela de Bar-sur-Aube i Vitry
casat en segones noces amb Haquenez
casat en terceres noces amb Anna de Kíev
- 1074-1077: Simó (1048 † 1081), comte de Valois, després de Vexin i d'Amiens, fill (amb la primera dona)

El 1077 Simó es va fer monjo. Valois va passar al seu cunyat Heribert IV de Vermandois casat amb Adela o Alix, germana de Simó; Amiens va passar a la corona encara que reintegrat després, i Vexin repartit entre el duc de Normandia i el rei de França.

### Casa de Vermandois
- 1077-1080: Heribert IV de Vermandois (1032 † 1080), comte de Vermandois i de Valois

casat amb Alix o Adela de Valois, filla de Raül IV i d'Adela de Bar-sur-Aube
- 1080-1102: Hug de Vermandois (vers 1057 † 1102), comte de Vermandois i de Valois, fill d'Enric I de França, i d'Anna de Kíev

casat amb Adelaida de Vermandois (vers 1062 † 1122), filla de Heribert IV i d'Adela o Alix de Valois
- 1102-1152: Raül I el Valent V de Valois (1085 † 1152), comte de Vermandois i de Valois (aquí Raül V), recupera Amiens el 1118, fill.

casat en primeres noces vers 1120 amb Elionor de Blois, annul·lat el matrimoni el 1142
casat en segones noces el 1142 amb Peronel·la d'Aquitània (vers 1125 † 1153), annul·lat el matrimoni el 1151
casat en terceres noces el 1152 amb Laureta de Lorena (vers 1120 † 1175)
- 1152-1160: Hug II (1127 † 1212), comte de Vermandois i de Valois i Amiens, monjo el 1160, fill de Raül I i d'Eleonora de Blois.

- 1160-1167: Raül II o Raül VI (Raül Hug) de Valois i Amiens (1145 † 1167), comte de Vermandois, de Valois i d'Amiens, fill de Raül I i de Petronila d'Aquitània

casat amb Margarida d'Alsàcia, comtessa de Flandes
- 1167-1185: Felip d'Alsàcia (1143 † 1191), comte de Flandes (1168-1191), comte de Vermandois, de Valois i d'Amiens per matrimoni.

casat amb Isabel o Elisabet de Vermandois (1143 † 1183), filla de Raül I i de Petronila d'Aquitània, que probablement havia rebut la part de Vermandois en el comtat d'Amiens el 1152.
morta la seva dona es va quedar amb les seves possessions basant-se en una cessió reial de 1179, violant els drets d'Eleonor de Vermandois, germana d'Isabel o Elisabet. Finalment el rei li va fer entregar els comtats a Eleonor que havia acordat la cessió a la corona francesa.
- 1185-1214: Eleonora (1152 † després de 1222), comtessa de Vermandois i de Valois, filla de Raül I i de Laureta de Lorena

casada en primeres noces amb Godofred d'Hainaut, comte d'Ostervant († 1163)
casada en segones noces amb Guillem IV († 1168), comte de Nevers
casada en terceres noces vers 1170 amb Mateu d'Alsàcia (vers 1137 † 1173), comte de Boulogne
casada en quartes noces vers 1175 amb Mateu III de Beaumont-sur-Oise († 1208)
casada en cinquenes noces vers 1210 amb Esteve II de Blois, senyor de Châtillon-sur-Loing († 1252)
el 1214 va fer formal cessió dels seus drets a la corona francesa i es va retirar a un convent.

## Comtes de Valois
- Blanca de Castella 1245-1252
- a la corona francesa 1252-1268
- Joan Tristany de Valois i Nevers 1268-1270
- a la corona francesa 1270-1285
- Carles I de Valois 1285-1325
- Felip II de Valois (rei Felip VI de França) 1325-1344
- Felip III de Valois (fill) 1344-1375
- Blanca II de Valois (vídua) 1375-1393
- Lluís I d'Orleans 1393-1406, elevat a duc de Valois el 1406, va exercir com a duc 1406-1407

## Ducs de Valois
- Carles II de Valois 1407-1465
- Lluís I (rei Lluís XII de França) 1465-1498. Entre 1498 i 1499 el títol passà a la corona francesa
- Francesc d'Angulema (rei Francesc I de França) 1499-1515.
- Joana d'Orleans 1515-1520
- Maria de Luxemburg (+ 1546) 1520-1546. Entre 1546 i 1562 el títol estigué associat a la corona francesa
- Caterina de Mèdici 1562-1582
- Margarida de Valois (filla) 1582-1589/1615
- a la corona francesa 1589/1615-1626
- Gastó de Valois 1626-1660
- Felip IV de Valois (Felip II d'Orleans) 1660-1701, a vegades també Felip I de Valois i d'Orleans per ser el primer duc d'aquest nom a Valois i per ser el primer de la nissaga a Orleans
  - Felip V de Valois (Felip d'Orleans), duc de Valois, fill nat el 1664 al que es va cedir nominalment el títol, però va morir el 1666.
  - Alexandre Lluís d'Orleans, duc de Valois, fill nat el 1673 a Saint-Cloud i mort amb 3 anys, el 1676 a Saint-Cloud, va portar també nominalment el títol
- Felip V de Valois (Felip III d'Orleans) 1701-1723, a vegades també Felip II de Valois i d'Orleans per ser el segon duc d'aquest nom a Valois i segon de la nissaga a Orleans
- Lluís II de Valois (Lluís IV d'Orleans) 1723-1752,
- Lluís Felip I d'Orleans i Valois 1752-1785
- Lluís Felip II d'Orleans i Valois 1785-1789 (el títol fou abolit)(